# بخش پونا
بخش پونا (به مراتی: पुणे जिल्हा) یک منطقهٔ مسکونی در هند است که در بخش پون واقع شده‌است. بخش پونا ۱۵٬۶۴۳ کیلومتر مربع مساحت و ۹٬۴۲۹٬۴۰۸ نفر جمعیت دارد.